# Manifestaciones en Ecuador de 2020
Las manifestaciones en Ecuador de 2020 fueron una serie de movilizaciones a nivel nacional realizadas a partir del 1 de mayo de 2020, tras el anuncio de medidas económicas por parte del gobierno de Lenín Moreno y la aprobación en segundo debate de la Ley Orgánica de Apoyo Humanitario por parte de la Asamblea Nacional, adoptados debido a la grave crisis sanitaria y económica generada por la pandemia por COVID-19. 
Debido a la pandemia del coronavirus y la restricción de movilidad por cuestiones de salud, las organizaciones del Frente Unitario de Trabajadores (FUT) y Frente Popular (FP) han realizado plantones y marchas que no llegan a ser igual de constantes como las de octubre del año anterior, llegando a suspender algunas de esta convocatorias, como que se planeaba realizar en 16 de julio. Por otro lado, la Confederación de Nacionalidades Indígenas (CONAIE) decidió no participar en la forma de un levantamiento indígena.

## Antecedentes

### Manifestaciones de octubre de 2019
A inicios de octubre del año anterior, las organizaciones del el Frente Unitario de Trabajadores (FUT), la Confederación de Nacionalidades Indígenas (CONAIE), y el Frente Popular (FP) llamaron a un paro nacional que llevó al abandono de las medida de eliminar el subsidio de la gasolina. Pese a ello, el gobierno emprendió otras medidas económicas que no gustaron a las organizaciones que convocaron a las manifestaciones anteriores como es el caso de la "Ley de Simplicidad y Progresividad Tributaria".

### Pandemia de coronavirus
La gestión de pandemia del coronavirus por parte del gobierno de Moreno ha sido el peor evaluado en la región de Latinoamérica según sondeos de opinión. La crisis hospitalaria sucedida en Guayaquil fue noticia en diversos medios internacionales y el presidente del El Salvador, Nayib Bukele, expuso la situación como un mal ejemplo de gestión de la pandemia.   
La revelación de casos de corrupción relacionados al sistema de salud, generaron mayor descontento entre la población.  

### Ley de Apoyo Humanitario y medidas económicas
Durante el tiempo de la pandemia de coronavirus y la cuarentena nacional, el gobierno de Moreno ha realizado varias cadenas nacionales  para anunciar diversas medidas económicas para mitigar la crisis causada por la pandemia.
Tras el Black Monday, el 11 de marzo, Lenín Moreno anunció un paquete de medidas donde se incluía la focalización de los subsidios a los combustibles, esto tras conversar con el Fondo Monetario Internacional (FMI) y representantes de distintos sectores. Días después, el 16, el ministro de economía, Richard Martínez anunció el pago de la deuda de $ 324 millones para el 24 del mismo mes, acto que cumplió pese a la negativa de la Asamblea Nacional. En mayo, Martínez admitiría que pagó 1.000 millones a Credit Suisse y Goldman Sachs en el mes de abril, declarando que se buscaba conseguir una reestructuración de la deuda, ese mismo mes se anunció un recorte en el presupuesto educativo.
El 16 de abril, se anuncia el envío de la "Ley Orgánica de Apoyo Humanitario" que sería aprobada el 15 de mayo por la Asamblea. Rechazada por las organizaciones sociales al no considerar posible los acuerdos entre empleados y empleadores así como su oposición a una reducción de la jornada laboral que represente una reducción en el salario. El 19 de mayo, un nuevo paquete de medidas eliminó empresas públicas como TAME, Correos del Ecuador, Ferrocarriles del Ecuador, Siembra, Inmobiliar, Medios Públicos y otras. Sumándose a esto un nuevo anuncio de reducción de salarios y nuevos tributos que ya se habían anunciado.

## Acontecimientos

### Acciones previas
Debido a la cuarentena nacional, las organizaciones sociales no convocaron a ninguna movilización hasta llegado el Día del Trabajo, sin embargo, usaron las redes sociales para realizar denuncias y visibilización de tendencias opuestas al gobierno en aquellas redes. Con ello se habría conseguido la renuncia de Paúl Granda el 22 de abril tras denuncias de corrupción por sobreprecios en implementos usados durante la pandemia. En los hospitales, enfermeras y personal médico realizaron plantones para exigir implementos de bioseguridad.

### Mayo

#### 1 de mayo
En el Día del Trabajo se realizaron plantones menores bajo medidas de bioseguridad en distintos lugares, como la plaza de la Iglesia de Santo Domingo de Quito, cuestionando el paso a la "nueva normalidad" y el pago de la deuda. Junto a ellos, el personal del Hospital Eugenio Espejo se movilizó para conseguir más implementos contra el COVID-19 y el respeto de sus puestos de trabajo. A su vez se anunció un cacerolazo contra el gobierno de Moreno.
En las redes sociales, las tres primeras tendencias de Twitter fueron #1deMayo con 250 000 tuits, #DíaDelTrabajador 141 000 y #DiaDelTrabajo con 107 000. Igualmente, se realizaron transmisiones en vivo por parte de la Confederación de Organizaciones Clasistas Unitarias de Trabajadores (CEDOCUT) y el Partido Comunista Marxista Leninista en Guayas (PCMLE).

#### 5 de mayo
Ante el recorte presupuestario a la educación, las organizaciones estudiantiles como la Federación de Estudiantes Universitarios (FEUE) y la de Estudiantes Secundarios (FESE) convoca a un plantón en la Plaza Indoamérica de Quito que llegó a mantener las medidas de bioseguridad. Mientras la Universidad Central del Ecuador (UCE) anuncia la suspensión de la matriculación por el recorte, mientras que un grupo de universidades privadas realiza un demanda de inconstitucionalidad al igual que el Movimiento Unidad Popular (UP).

#### 11 de mayo
Una nueva movilización contra el recorte presupuestario hecha desde las organizaciones estudiantiles se realiza a nivel nacional.

#### 18 de mayo
En Cuenca varios grupos de trabajadores se congregaron en el parque Calderón del Centro Histórico de la ciudad morlaca, en los bajos de la Gobernación del Azuay, para realizar un plantón que inició a las 09:00. Óscar Reinoso, representante del Frente Unitario de Trabajadores (FUT) y de la Confederación de Organizaciones Clasistas Unitarias de Trabajadores (CEDOCUT), calificó las medidas como «inhumanas» ya que violentan derechos a la estabilidad laboral, lo que conllevaría a la clase obrera a la quiebra.
En Quito se inició la jornada de movilizaciones contra la Ley de Ayuda Humanitaria con la concentración de dirigentes y miembros del Frente Unitario de Trabajadores (FUT), del Frente Popular, y de la Confederación de Nacionalidades Indígenas del Ecuador (CONAIE) en los exteriores de la Caja del Seguro de la ciudad capital. Mesías Tatamuez, presidente de la FUT, calificó de «atraco» al proyecto de ley y alegaba que era producto de un pacto de la oligarquía con el Fondo Monetario Internacional. A la marcha se le unieron estudiantes universitarios de la Escuela Politécnica Nacional (EPN), la Universidad de las Fuerzas Armadas (ESPE) y estudiantes egresados del Colegio Mejía que rechazaban el recorte presupuestario a las universidades. La protesta pacífica, que comenzó a las 10:00, inició una caminata hasta el Centro Histórico y terminó en las inmediaciones del Banco Central alrededor de las 12:00, momento en que los dirigentes agradecieron a los asistentes y disipó la congregación para respetar el toque de queda. Hubo paralelamente otros plantones en el sector de Villaflora, en Sangolquí, en los exteriores de la ESPE y en el puente de Carapungo.
En Machala varios gremios de obreros y organizaciones sociales protestaron en las calles del centro de la ciudad y avanzaron hasta las afueras de la Gobernación de El Oro. Los asistentes a la manifestación mostraron su rechazo ante la Ley de Apoyo Humanitario y la Ley de Ordenamiento de las Finanzas Públicas. Jorge Salinas, presidente de los trabajadores municipales orenses expresó su preocupación por la revisión de los salarios de los trabajadores; mientras que Gustavo Macas, representante de la Unión Nacional de Educadores - Núcleo de El Oro, rechazó el despido de varios maestros.

#### 21 de mayo
En Quito varios grupos de funcionarios y trabajadores de las empresas estatales Inmobiliar y Ferrocarriles del Ecuador protestaron en los exteriores de las instalaciones de sus respectivas entidades por las medidas gubernamentales que decidieron el cierre de las empresas y su ingreso a fase de liquidación.

#### 22 de mayo
En Guayaquil un grupo de alrededor de 50 maestros se congregaron en el parque Centenario, en el centro de la ciudad, y avanzaron por la avenida Nueve de Octubre hasta el Malecón, y luego arribaron a las inmediaciones de la Gobernación del Guayas, mostrando rechazo ante las medidas en el sector educativo. Yesenia Limón, representante de la Red de Maestros, añadió a las quejas la dificultad de iniciar un año lectivo con la modalidad en línea para educadores y estudiantes sin equipos tecnológicos en sus hogares. Paralelo a la manifestación en el centro, al suroeste de la urbe, en la intersección de la calle 23 y la Q, otro grupo de maestros miembros de la Unión Nacional de Educadores - Núcleo del Guayas, realizaron otro plantón exigiendo el reintegro de varios docentes desvinculados por las medidas gubernamentales.
En Quito también se realizaron plantones por parte de funcionarios (entre ellos: pilotos y auxiliares de vuelo) y demás trabajadores de las empresas estatales TAME y Correos del Ecuador, que por decreto cerraron y entraron a fase de liquidación.

#### 20 de mayo
En Ambato se desarrolló un plantón convocado por la Unión Nacional de Educadores - Núcleo de Tungurahua (UNE-T) en contra de las medidas gubernamentales en temas laborales y por los despidos de maestros. Celso Aguirre, presidente de la UNE-T, denunció que sólo en la provincia tungurahuense se registraron los despidos de 25 maestros pertenecientes al Sistema de Atención Familiar para la Primera Infancia (SAFPI).
En Santo Domingo de los Colorados se realizó un plantón en la entrada principal del Hospital General Santo Domingo, en donde el personal médico y administrativo mostraron su rechazo a los despidos de servidores públicos. Con un cartel que tenía inscrita la frase «Ayer fuimos héroes, hoy somos desempleados», entre otros, expresaban su inconformidad por la notificación recibida sobre la separación de 15 personas de las áreas administrativa y financiera de sus labores.

#### 25 de mayo
En Guayaquil, miembros de la Central Unitaria de Trabajadores (CUT) se congregaron en los exteriores de la Caja del Seguro del Instituto Ecuatoriano de Seguridad Social, en la avenida Olmedo, y avanzaron hasta la Gobernación del Guayas para protestar contra la Ley de Apoyo Humanitario, y exigir que se derogue el Decreto Ejecutivo 1053, así como que se respete el presupuesto universitario y se reintegre a educadores despedidos. En la Avenida Malecón Simón Bolívar, se configuró un cordón policial que evitaba el paso de los manifestantes a las instalaciones de la entidad. En otra parte de la ciudad, en los exteriores del Gobierno Zonal (denominado comúnmente como Ministerio del Litoral) se desarrolló un plantón de trabajadores de la empresa pública Inmobiliar, una de las varias empresas públicas y secretarías que entraron en fase de liquidación por decreto ejecutivo.
En Quito las protestas se agudizaron. Las calles de ingreso a la Plaza Grande -donde se encuentra el Palacio de Carondelet- amanecieron cercadas por policías antimotines y vallas de acero. Una marcha se inició alrededor de las 10:00 en los exteriores de la Caja del Seguro, matriz del IESS, convocada por el Frente Unitario de Trabajadores (FUT), en la que se congregaron trabajadores y sectores gremiales en contra de las reformas laborales que dispone la Ley de Apoyo Humanitario. La marcha -con intenciones pacíficas- avanzó hasta el Centro Histórico; sin embargo, al pasar por la intersección de las calles Guayaquil y Chile, se registraron incidentes entre manifestantes y policías antimotines debido a que supuestos infiltrados encapuchados golpearon a los policías con correas y encendieron llantas. Desde la Plaza Indoamérica, frente a la Universidad Central del Ecuador, inició la cuarta marcha organizada por el Frente en Defensa de la Educación Pública, integrada por estudiantes, docentes y trabajadores universitarios -a la que también se sumaron maestros de primaria, vendedores ambulantes y otros afectados- para expresar su rechazo al recorte presupuestario de 98 millones de dólares a 32 universidades públicas.
En Cuenca varias organizaciones sociales manifestaron en el parque Calderón, frente a la Gobernación de Azuay, a las que se unió el prefecto provincial Yaku Pérez. La manifestación se centró en el rechazo a las reformas laborales, el recorte presupuestario a las universidades y la eliminación de subsidios a la gasolina.
En Loja los manifestantes se congregaron en la plaza San Sebastián y avanzaron por la calle Bernardino Valdivieso hasta las inmediaciones de la Gobernación de Loja, la cual se encontraba cercada por vallas metálicas.
Las ciudades de Zamora y Macas también registraron manifestaciones de varias organizaciones sociales, médicos posgradistas, funcionarios públicos y de docentes inconformes con las medidas del gobierno de Lenín Moreno.
En Azogues grupos de maestros y la ciudadanía en general se movilizaron por varias calles de la ciudad cañarense en contra de la Ley de Apoyo Humanitario.

#### 26 de mayo
En Cuenca nuevamente se registró una manifestación a las afueras de la Gobernación del Azuay, conformada por estudiantes de la Universidad de Cuenca, quienes rechazaban la reducción del presupuesto para su centro de estudios de hasta un 15%. La protesta, inicialmente pacífica, tuvo una escalada de tensión que concluyó en enfrentamiento entre manifestantes y policías.

### Septiembre
El 16 de septiembre, en Quito cientos de personas se movilizaron en el centro histórico en protesta por las medidas económicas y la gestión del gobierno.
El 18 de septiembre, en Quito estudiantes, docentes y personal administrativo de la Escuela Politécnica Nacional protestaron contra recortes en los presupuestos de las universidad públicas.

### Octubre
El 12 de octubre, grupos de indígenas y grupos sociales protestaron en Quito, para hacer memoria y rendir tributo a las víctimas mortales, de las protestas de octubre del 2019, intentando sin éxito derrumbar la estatua de la reina Isabel la Católica.